# Tabija
|   | a | b | c | d | e | f | g | h |   |
| 8 |   |   |   |   |   |   |   |   | 8 |
| 7 |   |   |   |   |   |   |   |   | 7 |
| 6 |   |   |   |   |   |   |   |   | 6 |
| 5 |   |   |   |   |   |   |   |   | 5 |
| 4 |   |   |   |   |   |   |   |   | 4 |
| 3 |   |   |   |   |   |   |   |   | 3 |
| 2 |   |   |   |   |   |   |   |   | 2 |
| 1 |   |   |   |   |   |   |   |   | 1 |
|   | a | b | c | d | e | f | g | h |   |

Mujannah-Mashaikhi-Eröffnung.
Das Wort Tabija bezeichnet eine feststehende Eröffnungsstellung im persisch-arabischen Schatrandsch, der im Mittelalter bestehenden Vorform des modernen Schachspiels. Bei den verschiedenen überlieferten Tabijen handelt es sich um von Meistern erarbeitete Positionen des Schatrandsch, von denen aus die eigentliche Partie begonnen wird.
Mit Hilfe einer Tabija werden in manchen Fällen bis zu zwanzig Züge je Seite erspart; diese würden anderenfalls wegen der im Vergleich zum heutigen Schach langsameren Zugmöglichkeiten im Schatrandsch meistens ohne Feindberührung in der eigenen Bretthälfte erfolgen.
In den vergangenen Jahrzehnten – vor allem in der russischsprachigen Schachwelt – hat der Begriff als Schachausdruck wieder Verwendung gefunden und es auch ins Deutsche und Englische geschafft. Gemeint sind dann häufig vorkommende Schlüsselstellungen, von denen sich die modernen Eröffnungssysteme weiter verzweigen.

## Herkunft des Worts
Der Begriff geht vermutlich auf den arabischen Philosophen und Mathematiker al-Adli zurück, der erstmals ein System zum Aussortieren von Eröffnungen erfand und bestimmte Grundstellungen Tabiya nannte. Das Wort, das al-Adli in seiner verlorenen Abhandlung verwendete, war wahrscheinlich تعبية / taʿbiya, auch تعبئة / taʿbiʾa geschrieben. Die arabische Wortwurzel beschreibt laut dem Arabic-English Lexicon von Edward Lane to set in order, dispose or arrange the army in their places. Das arabische Wörterbuch Lisān al-ʿArab von Ibn Manzur beschreibt die Bedeutung der Wortwurzel ähnlich («وَعَبَّى الجَيْشِ .. أَصْلَحَهُ وَهَيَّأَهُ تَعْبِيَةً وَتَعْبِئَةً وَبَعْبِيئاً»).
Das arabische Wort طبيعة / ṭabīʿa wird ebenfalls in arabischsprachigen Schachforen verwendet. Es bezeichnet Natur, Charakter; sinngemäß auch: normale Art und Weise.